# Art Attack
Art Attack är ett brittisk barnprogram som sedan 2011 sänds i Disney Junior. I programmet så presenterar programledaren Leon Jiber tips på konstprojekt som kan göras hemma med små medel. Leon Jiber från Stockholm är den nya presentatören för Disney Juniors omtyckta pysselprogram Art Attack. 
Originalprogrammet sändes tidigare i 18 år på CITV mellan 1990 och 2007 med Neil Buchanan som programledare.